# Fred Grivois
Fred Grivois est un réalisateur franco-canadien né en 1975.

## Biographie
Fred Grivois a étudié le cinéma à l'université de New York et travaillé comme producteur avant de passer, à partir de 2001, à la réalisation de clips et de publicités.
Il a collaboré avec Jacques Audiard pour la réalisation de plusieurs génériques.
Son premier long métrage, La Résistance de l'air, est sorti en 2015.

## Filmographie
- 2010 : Tempus Fugit (court métrage)
- 2015 : La Résistance de l'air
- 2019 : L'Intervention
- 2019 : Trauma (mini-série)
- 2021 : L'Invitation (téléfilm)
- 2023 : Piste noire (série télévisée)
- 2024 : Machine (série télévisée)